# 莉萨·努登
莉萨·努登（瑞典語：Lisa Nordén，1984年11月24日—），瑞典女子铁人三项运动员。她曾代表瑞典参加2008年、2012年和2016年夏季奥林匹克运动会铁人三项比赛，获得一枚银牌。